# Арск (городское поселение)
Город Арск — муниципальное образование со статусом городского поселения в Арском районе Татарстана Российской Федерации.
Административный центр — город Арск.

## История
Законом Республики Татарстан от 31 января 2005 года № 7-ЗРТ было образовано муниципальное образование «посёлок городского типа Арск» в составе пгт Арск и деревни Васильева Бужа.
Законом Республики Татарстан от 29 декабря 2008 года № 142-ЗРТ, с 1 января 2009 года:
- муниципальное образование «посёлок городского типа Арск» было преобразовано в муниципальное образование «город Арск»;
- в состав муниципальное образование «город Арск» были отнесены:
  - село Большие Верези Наласинского сельского поселения;
  - село Купербаш Купербашского сельского поселения;
  - село Старый Айван Тюбяк-Чекурчинского сельского поселения.

Законом Республики Татарстан от 16 мая 2010 года № 18-ЗРТ, были преобразованы, путём из объединения, муниципальное образование «город Арск» и «Тюбяк-Чекурчинское сельское поселение» — в муниципальное образование «город Арск».

## Население
| 2010    | 2011    | 2012    | 2013    | 2014    | 2015    | 2016    |
| ------- | ------- | ------- | ------- | ------- | ------- | ------- |
| 20 598  | ↗20 649 | ↗21 010 | ↗21 371 | ↗21 839 | ↗22 263 | ↗22 692 |
| 2017    | 2018    | 2021    |         |         |         |         |
| ↗23 107 | ↗23 196 | ↘22 883 |         |         |         |         |

## Состав городского поселения
| № | Населённый пункт | Тип населённого пункта        | Население |
| - | ---------------- | ----------------------------- | --------- |
| 1 | Арск             | город, административный центр | ↗20 421   |
| 2 | Большие Верези   | село                          |           |
| 3 | Васильева Бужа   | деревня                       |           |
| 4 | Купербаш         | село                          |           |
| 5 | Старый Айван     | село                          |           |
| 6 | Тюбяк-Чекурча    | село                          |           |